# Mount Bergin
Mount Bergin är ett berg i Antarktis. Det ligger i Östantarktis. Australien gör anspråk på området. Toppen på Mount Bergin är 700 meter över havet.
Terrängen runt Mount Bergin är platt åt sydväst, men åt nordost är den kuperad. Trakten är obefolkad. Det finns inga samhällen i närheten. 